# Przełęcz Szklarska (Beskid Niski)
Przełęcz Szklarska (580 m) – przełęcz we wschodniej części Beskidu Niskiego, położona pomiędzy szczytami Siwice (650 m) i Jawornik (761 m). Przez przełęcz prowadzi droga wojewódzka nr 887, łącząca Rymanów z Jaśliskami (dojazd do drogi wojewódzkiej nr 897).
Na przełęczy znajduje się, datowana na XVIII w. kapliczka słupowa. 
Przełęcz Szklarska (wraz z Przełęczą Beskid nad Czeremchą; alternatywnie Przełęcz Dukielska) miała niegdyś ważne znaczenie gospodarcze na szlaku handlowym z Węgier do Polski (Budapeszt – Miszkolc – Koszyce – Preszów – Stropkov – Jaśliska – Przełęcz Szklarska – Rymanów – Sanok).

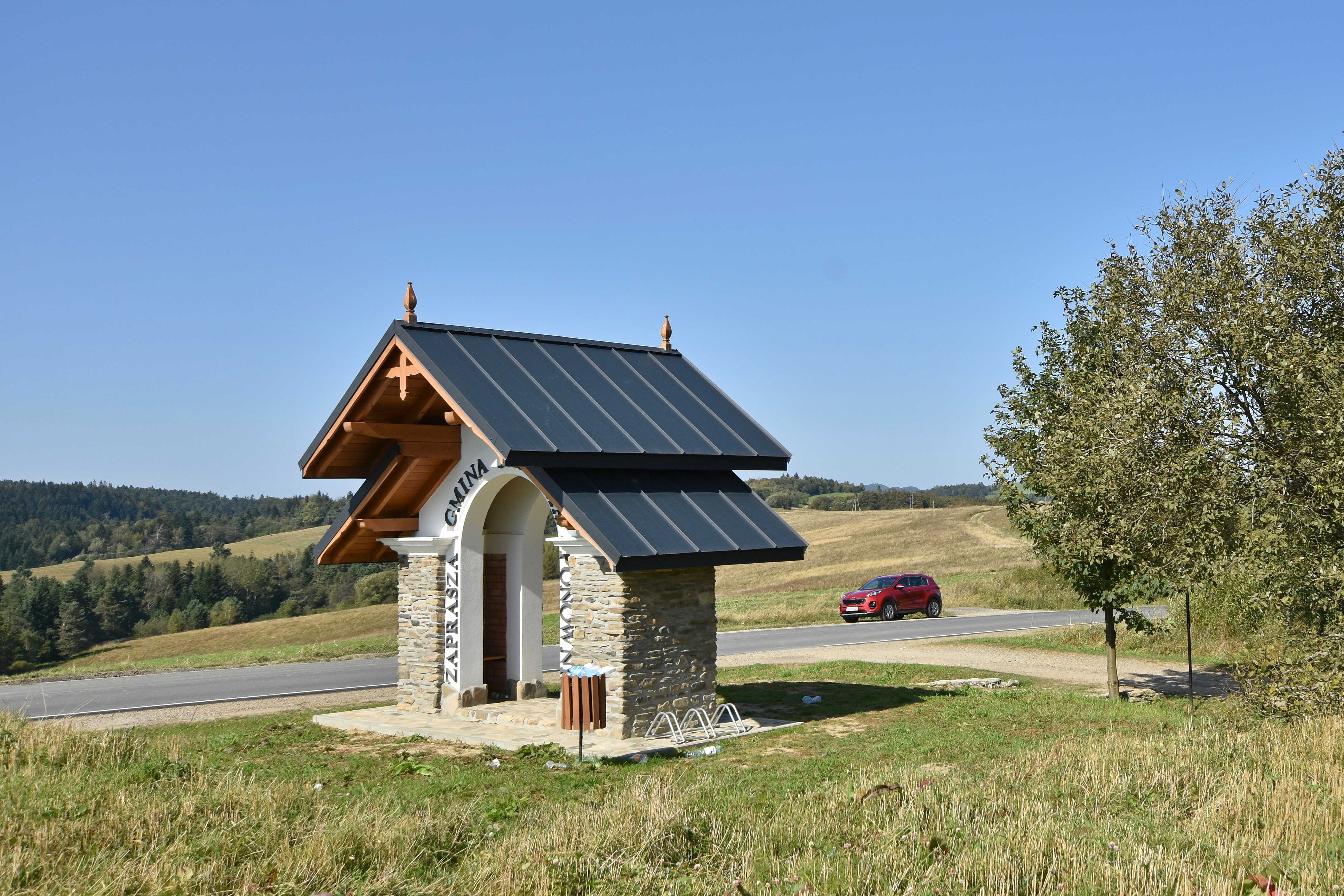
Na przełęczy
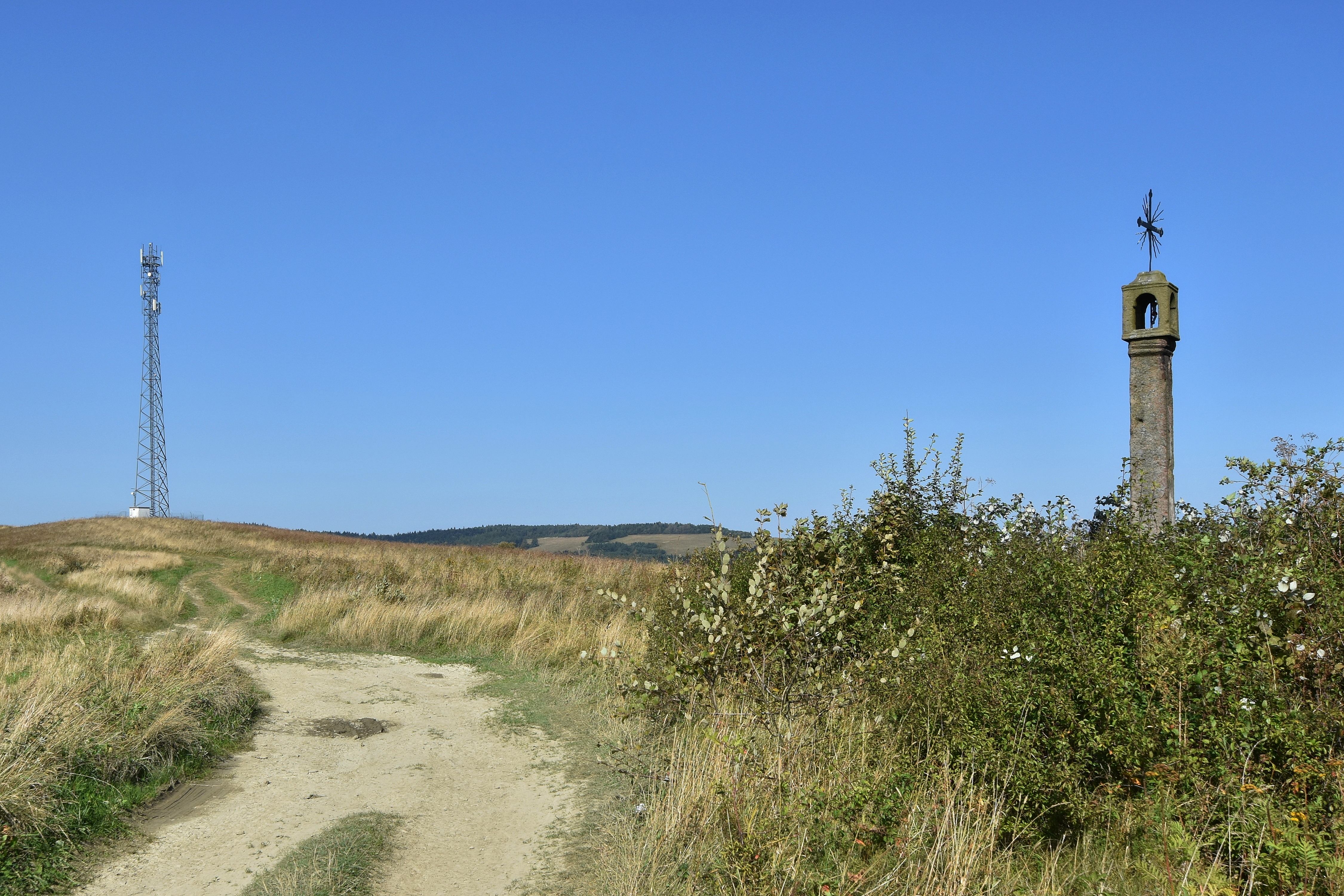
Kapliczka
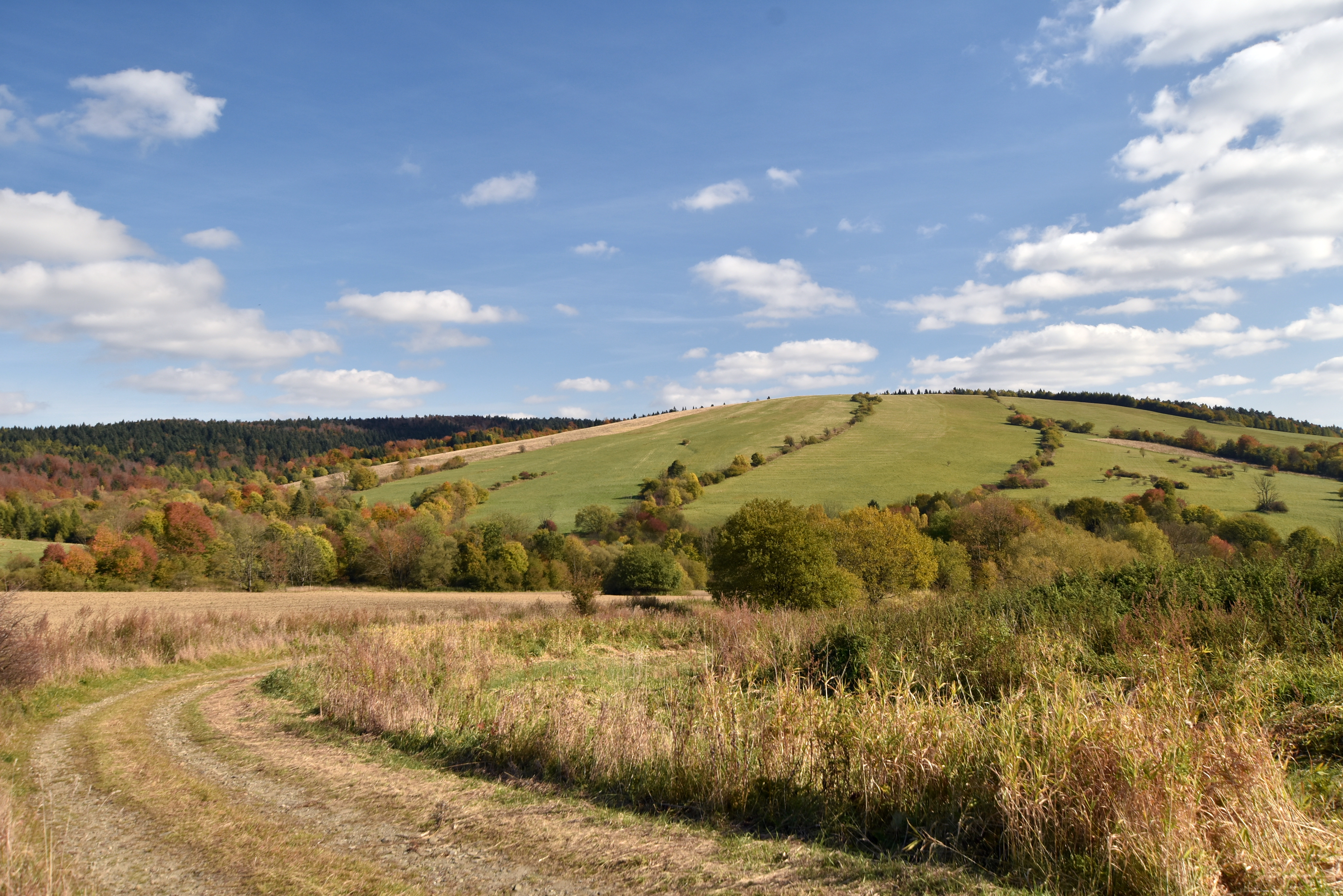
Widok z przełęczy na Banię Szklarską 695 m